# Anton Köhler (Politiker, 1585)

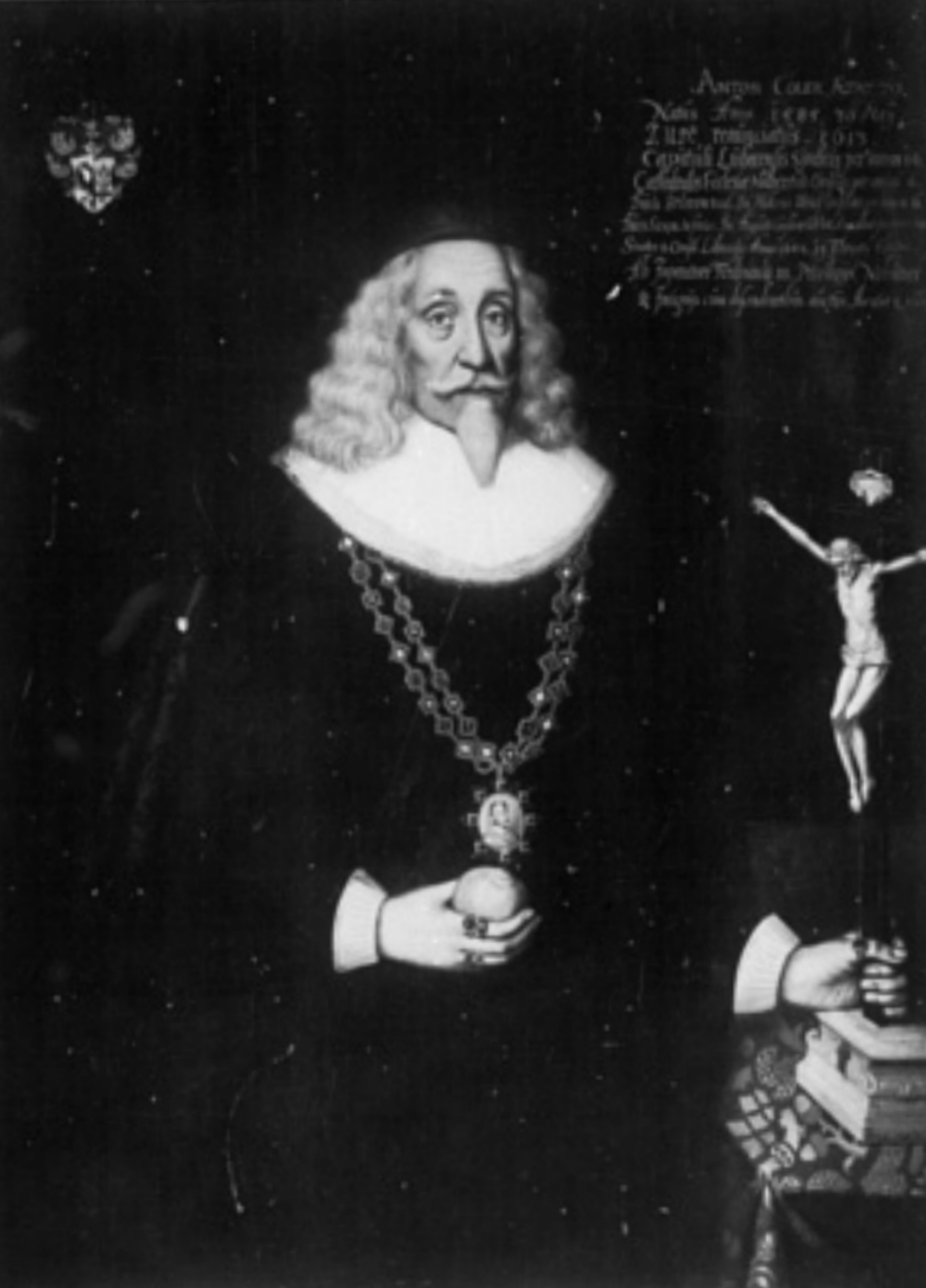
Anton Köhler, porträtiert von Zacharias Kniller, Bild in der Köhlerschen Ahnengalerie

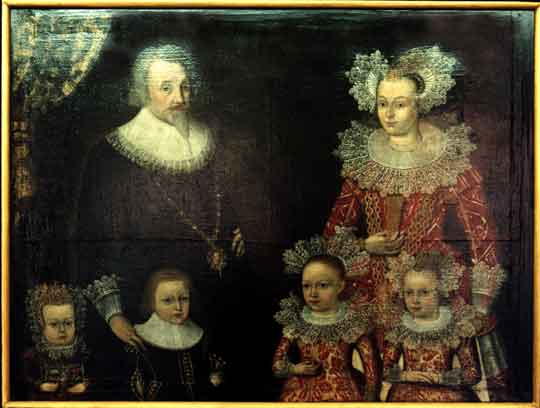
Anton Köhler mit erster Ehefrau und Kindern (1633)

Anton Köhler (* 1585; † 12. September 1657 in Lübeck) war ein Bürgermeister der Hansestadt Lübeck.

## Leben
Köhler entstammte einer Lübecker Ratsfamilie. Sein Großvater war der Lübecker Ratsherr Heinrich Köhler. Der Bürgermeister Heinrich Köhler war sein Bruder. Anton Köhler studierte von 1605 bis 1608 an der Universität Helmstedt und anschließend an der Universität Jena, wo er zum Doktor der Rechte promoviert wurde. Er war mit dem Grafen Vitzthum befreundet, für dessen Familie als Rechtsberater tätig und lebte zunächst auf deren Schloss Kannawurf, bevor er dann Rat am Braunschweiger Hof wurde und 1619 die Tochter des Lübecker Kaufmanns Thomas Hebbens ehelichte. Im Jahr 1622 wurde er in Ratzeburg Rat des Herzogs August von Sachsen-Lauenburg. 1628 kehrte er nach Lübeck zurück als Syndikus des dortigen Domkapitels. 1629 wurde er wiederum in Sachsen-Lauenburg Vizekanzler, als solcher 1630 Gesandter auf dem Reichstag in Regensburg und 1635 in Lüneburg zu Verhandlungen „über die Frage des Beitritts norddeutscher Fürsten zum Prager Frieden“.
Nach dem Tod seines Bruders Heinrich im Jahr 1642 wurde er Ratsherr und kurze Zeit später Bürgermeister der Stadt Lübeck. Als solcher war er wiederum vorwiegend in diplomatischen Funktionen tätig, so 1643 als Gesandter der Stadt in Glückstadt zur Vermittlung zwischen König Christian IV. von Dänemark und der Schwesterstadt Hamburg, anschließend in Reinbek zu Verhandlungen über Gebietsforderungen des Herzogs Friedrich III. von Holstein-Gottorf auf Bergedorfer Gebietsteile und 1648 aus Anlass der Krönung von König Friedrich III. von Dänemark gemeinsam mit dem Bürgermeister Johann Marquard in Kopenhagen. 1653 erhielt er einen kaiserlichen Adelsbrief.
Als Bürgermeister war er an Wiederherstellung und Erhalt der Hanse interessiert und verfasste eine Chronik der Hanse für den Zeitraum von 1370 bis 1630.
Anton Köhler hatte von seinem gleichnamigen Vater das Gut Bliestorf vor den Toren der Stadt geerbt. In zweiter Ehe heiratete er Magdalene Brömse († 1657), eine Tochter des Ratsherrn Dietrich Brömse. Seine Schwester hatte in die Ratsfamilie Kerkring eingeheiratet. Seine Tochter aus erster Ehe wurde die Frau von Diedrich von Brömbsen. Eine andere Tochter war mit Alexander von Lüneburg verheiratet, eine weitere, Agnete, heiratete den Ratsherrn Thomas Heinrich von Wickede.
Er erwarb 1635 in der Lübecker Marienkirche eine Grabkapelle für die Familie. Diese liegt an der Nordseite des Kirchenschiffes und war ursprünglich von Johann Geismar, Ratsherr in Stockholm, gestiftet worden. Ein Teil des schmiedeeisernen barocken Gitters der Kapelle ist erhalten. Sein 1664 gesetztes Wappenepitaph befand sich neben dem seines Bruders Heinrich an der Westwand der Kirche links neben der Bergenfahrerkapelle; es wurde 1942 zerstört. An seine Tätigkeit als Vorsteher der Ägidienkirche und deren Renovierung 1645 erinnert dort eine Gedenktafel mit seinem Wappen. Sein Porträt befindet sich in der Bürgermeistergalerie im Lübecker Rathaus.

## Familiengalerie
Auf Anton Köhlers Veranlassung und wohl im Hinblick auf seine angestrebte Nobilitierung 1653 wurden die verstorbenen und lebenden Mitglieder seines weit verzweigten Familienkreises in 20 großen Bildern porträtiert, wobei es sich vor allem um Arbeiten von Michael Conrad Hirt, aber auch von Zacharias Kniller handelt. Die Köhlersche Sammlung war zeitweilig in der Katharinenkirche aufgehängt. Später waren einige der Porträts im Langhaus des Rathauses zu sehen. 2009 wurde die Sammlung wieder als ganze vereinigt, konserviert und im St.-Annen-Museum ausgestellt.